# Palas (Rumbai)
Palas is een bestuurslaag in het regentschap Pekanbaru van de provincie Riau, Indonesië. Palas telt 9408 inwoners (volkstelling 2010).